# Jatisari (Karangpawitan)
Jatisari is een bestuurslaag in het regentschap Garut van de provincie West-Java, Indonesië. Jatisari telt 4991 inwoners (volkstelling 2010).